# Héctor Luisi
Héctor Luisi (Montevideo, 19 de setiembre de 1919 - Bethesda, 5 de agosto de 2013) fue un abogado, docente, diplomático, y político uruguayo, perteneciente al Partido Colorado.

## Familia
Fue hijo de Berta Rodríguez Serpa y del contralmirante Héctor Luisi Janicki (a su vez, hijo del legionario garibaldino Ángel Luisi y de la profesora Marie Thérèse Joséphine Janicki). Sus tíos fueron Paulina (primera médica del Uruguay), Inés, Clotilde (primera abogada del Uruguay), Ángel, Luisa, Ana, y Elena Luisi.
Se casó con Blanca Grosso Parallada y tuvieron dos hijos, Héctor y Blanca.

## Carrera
Realizó sus estudios en la Escuela Naval, posteriormente en la Universidad de la República (de la que egresó con el título de abogado en 1934) y en el St. John’s College de la Universidad de Cambridge en Gran Bretaña, en donde tuvo entre otos profesores a John Maynard Keynes y Bertrand Russell, y donde obtuvo el "Diploma in Comparative Legal Studies." De regreso al Uruguay fundó el Estudio Jurídico Nin, Luisi, & Zunino, y se especializó en Derecho Aeronáutico Civil Internacional. Además fue docente en el Instituto Alfredo Vásquez Acevedo, en donde fue colega de Eduardo Jiménez de Aréchaga, Eduardo Vaz Ferreira, Enrique Véscovi, y Santiago Rompani.
A principios de la década de 1960 se desempeñó como asesor del Gral. Óscar Gestido. Fue electo Senador en 1966.  Cuando Gestido asume la Presidencia de la República en 1967, Luisi es designado Canciller de la República, cargo que desempeña hasta los primeros meses de la presidencia de Jorge Pacheco Areco. Regresó al Senado de Uruguay en 1968. En 1969 es nombrado embajador en los Estados Unidos de América. Como protesta contra el golpe de Estado de 1973, renuncia al cargo y junto con su familia se exilia en los EE. UU.; fue proscrito por la dictadura, y uno de los últimos ciudadanos al que le levantaron las proscripciones. En 1985, restablecida la democracia uruguaya, el presidente Julio María Sanguinetti lo vuelve a nombrar para ese destino.
Fue condecorado por el gobierno de España con el grado de Gran Cruz de la Orden de Isabel la Católica, por el gobierno de Perú con el grado de Gran Cruz de la Orden del Sol, por el gobierno de Chile con el grado de Gran Cruz de la Orden al Mérito, y por la reina Isabel II con el grado de Oficial de la Orden del Imperio Británico.